# 舘脇操
舘脇 操（たてわき みさお、1899年9月8日 - 1976年7月18日）は、日本の植物学者。

## 略歴
神奈川県横浜市生まれ。1918年、北海道帝国大学予科入学。農学部に進み、植物学教室の宮部金吾に学ぶ。1924年同大学卒業。1933年農学博士取得、1945年理学博士取得。1935年北海道帝国大学助教授を経て1952年に北海道大学教授となり、1958年からは北海道大学附属植物園長を兼務した。1963年、定年により北大を退職した後は酪農学園大学、札幌商科大学教授を歴任。
植物分類地理学を専門とし、森林生態学に業績をあげた。1949年に北海道文化賞、1960年に日本農学賞、1972年に北海道新聞文化賞を受賞した。エゾミヤマザサの学名、Sasa tatewakiana Makino、やキク科の Hieracium tatewakii 、カバノキ科の Betula tatewakianaなどに献名されている。

## 著書
- 『北樺太の植物』：東亞研究所, 1943
- 『北海道の植物』：館脇操記念出版会編集　館脇操記念出版会 1964.5
- 『日本森林植生図譜』